# 超える!テレビ
超える!テレビ（こえるテレビ）は、TBS系列（JNN）で、1999年12月30日 - 2000年1月1日の足掛け1日半、合計放送時間38時間にわたる長時間特別番組枠として放送された。主な司会は福留功男、薬丸裕英、進藤晶子。

## 概要
1998年から「TBS 21世紀プロジェクト」として再開された年末長時間特別番組の第2弾で、当時ジャニーズJr.の滝沢秀明が挑戦した「20世紀最大の奇跡・3つのイリュージョン」という通し企画をメインに、V6の「2000年へ行こう!」「第41回日本レコード大賞」「サザンオールスターズ年越しコンサート」などのTBS定番の年末特番などを展開し、1900年代から2000年代へのバトンタッチを飾ろうという企画だった。
また12月31日8:30 - 9:30にはスペシャルアニメを放送、前半は手塚プロダクション製作の「手塚治虫アカデミー大賞」で、お茶の水博士が司会になって、「手塚スター」の中から様々な賞を贈る作品、後半はタツノコプロ製作の「世紀末伝説ワンダフルタツノコランド -円盤星人UBO-」（総監督：笹川ひろし、作画監督：井口忠一）で、タツノコキャラが住む島に宇宙人「UBO（ユーボー）」が訪れ、カンちゃん（与田山かんいち）やドロンボー一味（ドロンジョ・ボヤッキー・トンズラー）らと重要なキーアイテムとなるハクション大魔王の壺をめぐる珍騒動・争奪戦を繰り広げるドタバタコメディ満載な作品であった。
なお、期間中の12月30日に開催され、同日深夜（日付上12月31日未明にまたぐ）に行われる全国高校ラグビー（2回戦中継）は、過去の「39時間テレビ」「報道30時間テレビ」とは異なり、この番組では内包せず、長時間特番前の16:30から18:00に生放送された。

## ローカル局の自主編成
山陽放送（現在：RSK山陽放送）のみ、番組を元旦2:00で飛び降りて2000年問題についての特設ニュースを15分間放送した後、約2時間洋画を流して一旦放送休止、朝5:30ごろに再開してミニ番組で埋めた後、6:00から再び当番組に飛び乗った。この措置はRSK山陽放送以外行われていない。本来2:00に放送されるはずだったCOUNT DOWN TV（CDTV）スペシャルは後日週末に代替放送された（4:00ごろ放送されたコーナーは未放送）。なぜ山陽放送のみが飛び降りを行なったのか理由は定かではない。
備考：2022年12月現在に実施されている年越し特番「CDTV・年越しプレミアムライブ」（現在：CDTV ライブライブ年越しスペシャル）は大晦日23:45 - 元旦5:00の約5時間の生放送をTBS系列28局全局ネットで放送しているが、過去には一部では自主編成（映画を放送したり、メンテナンスによる休止枠など）により飛び降りる局があった（元旦1時までが全国共通ネットセールスで、それ以後は各局ローカルセールスによる任意編成となっていた）。なお、2012年 - 2013年の年越しでは熊本放送のみが該当し、SMAPの曲の途中で放送を飛び降り、その後はテレビ東京制作の「今年も生だよ 4時間笑いっぱなし伝説 100周年・最も売れる吉本no.1芸人は誰だ」をステブレレスで飛び乗って放送したところ、同局には熊本県内の視聴者から苦情が殺到した。これが影響したのか、熊本放送でも翌年以降の「CDTV年越しプレミアライブ」では最後まで放送するようになっている。